# Municipio de Boggs (condado de Centre)
El municipio de Boggs (en inglés: Boggs Township) es un municipio ubicado en el condado de Centre en el estado de Pensilvania. En el año 2000 tenía una población de 2.834 habitantes y una densidad poblacional de 19,8 personas por km².

## Geografía
El municipio de Boggs se encuentra ubicado en las coordenadas 40°54′48″N 77°45′53″O / 40.91333, -77.76472.

## Demografía
Según la Oficina del Censo en 2000 los ingresos medios por hogar en la localidad eran de $40,168 y los ingresos medios por familia eran $43,886. Los hombres tenían unos ingresos medios de $29,405 frente a los $23,028 para las mujeres. La renta per cápita para la localidad era de $16,030. Alrededor del 7,7% de la población estaban por debajo del umbral de pobreza.